# فرودگاه اسکوامیش
فرودگاه اسکوامیش (به انگلیسی: Squamish Airport) یک فرودگاه همگانی با کد یاتا YSE است که یک باند فرود آسفالت دارد و طول باند آن ۷۳۲ متر است. این فرودگاه در کشور کانادا قرار دارد و در ارتفاع ۵۲ متری از سطح دریا واقع شده است.